# Saint-Louis-lès-Bitche
Saint-Louis-lès-Bitche település Franciaországban, Moselle megyében. Lakosainak száma 463 fő (2022. január 1.). Saint-Louis-lès-Bitche Goetzenbruck, Enchenberg, Lemberg, Meisenthal és Montbronn községekkel határos.

## Népesség
A település népessége az elmúlt években az alábbi módon változott:
| Lakosok száma | 708  | 677  | 641  | 556  | 512  | 502  | 490  | 472  | 467  | 463  |
|               | 1968 | 1982 | 1990 | 2006 | 2013 | 2015 | 2017 | 2019 | 2020 | 2022 |